# Kyungu Mwana Banza
Kyungu Mwana Banza est un scénariste de bandes dessinées de la République démocratique du Congo. 
Il écrit diverses histoires pour la revue Mwana Shaba, de 1977 jusqu'au début des années 1990. Il est aussi l'auteur en 1985 des textes de Cap sur la capitale, avec le dessinateur Tchibemba, et qui est le premier album de bande dessinée publié au Katanga, plusieurs fois réédité. Il est ensuite journaliste, dénonçant les abus dans le journal La Vérité.

## Biographie
Georges Kyungu Mwana Banza écrit son premier scénario, une histoire intitulée Renaissance, connais pas, pour la série Renaissance, publiée en 1976-1977 dans la revue Mwana Shaba,. Le dessinateur de cette série n'est pas connu.
Il réalise ensuite les scénarios de plusieurs autres histoires, illustrées par différents dessinateurs, notamment Mais qu'est-ce qu'elle a ma peau ?, La flibuste urbaine publiée sur trois numéros en 1985-1986, Conte à rebours : je cherche un homme publié sur six numéros en 1988, Noël autour du grenier également en 1988, Le Masque de tortue en 1990, Tels pairs tels vices, Notre peur qui est aux cieux, qui paraissent également dans la revue Mwana Shaba. Il collabore à la revue de bande dessinée Alama en 1984, pour le seul numéro de cette revue.
Kyungu Mwana Banza se fait surtout connaître comme dialoguiste de Cap sur la capitale, le premier album laïc de bande dessinée publié au Katanga, avec le dessinateur et scénariste Tchibemba, édité en 1985 par le Centre culturel de Lubumbashi,,.
Il est aussi le scénariste de l'album Les orphelins d'Ombakai dessiné par Kaïnda Kalenga, publié également en 1985, et réédité l'année suivante et en 1989,.
Kyungu Mwana Banza est réputé être « l'un des scénaristes emblématique de la RDC ».
Il est ensuite journaliste, notamment pour l'hebdomadaire La Vérité, paraissant à Lubumbashi, capitale de la région du Katanga. Il ne craint pas de dénoncer les abus en citant nommément les personnes.